# Atletisme als Jocs Olímpics d'Estiu de 2024 - 400m femení
La prova de 400m femenina d'Atletisme als Jocs Olímpics de París 2024 va ser la 16a edició de l'esdeveniment en unes Olimpíades. La prova es va disputar entre el 5 i el 9 d'agost del 2024 a l'Stade de France de París.
La dominicana Marileidy Paulino va guanyar la medalla d'or, després d'imposar-se a la final amb un temps de 48.17 segons, el què va suposar aconseguir un nou rècord olímpic. Aquesta medalla d'or, va ser la primera aconseguida per una dona en qualsevol disciplina dels Jocs Olímpics. La medalla de plata se la va endur la bahrainiana Salwa Eid Naser, amb una marca de 48.53 segons. Fou la primera medalla olímpica de la prova pel país asiàtic. La medalla de bronze fou per la polonesa Natalia Kaczmarek, amb un temps de 48.98 segons.
Els equips de les Bahames i de França, són les seleccions més guardonades, amb 3 medalles d'or cadascuna, en les 16 edicions que l'esdeveniment ha estat present als Jocs Olímpics. La bahamiana Shaunae Miller-Uibo i la francesa Marie-José Pérec, amb 2 medalles d'or cadascuna, són les atletes més guardonades en tota la història de la competició.

## Format
Els 400 metres llisos són una prova de velocitat mantinguda d'atletisme, que consisteix en fer una volta a la pista olímpica. La competició va començar amb la 1a ronda, on hi van participar totes les atletes classificades. Les 3 primeres atletes de cada cursa es classificaven directament per les semifinals i la resta d'atletes tenien una nova oportunitat per passar de ronda, en la nova fase de repesca, que es va introduir en aquesta edició olímpica. Les 2 guanyadores de les semifinals, van passar a la final i en aquesta darrera cursa, les 3 atletes que van quedar al capdavant, van obtenir les medalles.

## Classificació
Hi havia dues maneres de classificar-se per la prova olímpica. La forma principal fou superant la marca estàndard de classificació (que per aquesta edició eren 50,95 segons), en qualsevol prova organitzada o supervisada per la Federació Internacional d'Atletisme, entre l'1 de juliol de 2023 i el 30 de juny de 2024. Les places sobrants les van ocupar les atletes millor classificades en el rànquing atlètic i les places reallotjades, fent prevaler la diversitat geogràfica. S'ha de tenir en compte que només es podien classificar un màxim de 3 atletes per país.
| Mètode de classificació  | Places | País                 | Atleta classificada       |
| ------------------------ | ------ | -------------------- | ------------------------- |
| Marca estàndard - 50.95" | 3      | Estats Units         | Aaliyah Butler            |
| Marca estàndard - 50.95" | 3      | Estats Units         | Kendall Ellis             |
| Marca estàndard - 50.95" | 3      | Estats Units         | Alexis Holmes             |
| Marca estàndard - 50.95" | 3      | Jamaica              | Junelle Bromfield         |
| Marca estàndard - 50.95" | 3      | Jamaica              | Stacey-Ann Williams       |
| Marca estàndard - 50.95" | 3      | Jamaica              | Nickisha Pryce            |
| Marca estàndard - 50.95" | 3      | Regne Unit           | Laviai Nielsen            |
| Marca estàndard - 50.95" | 3      | Regne Unit           | Victoria Ohuruogu         |
| Marca estàndard - 50.95" | 3      | Regne Unit           | Amber Anning              |
| Marca estàndard - 50.95" | 2      | Canadà               | Lauren Gale               |
| Marca estàndard - 50.95" | 2      | Canadà               | Zoe Sherar                |
| Marca estàndard - 50.95" | 2      | Irlanda              | Rhasidat Adeleke          |
| Marca estàndard - 50.95" | 2      | Irlanda              | Sharlene Mawdsley         |
| Marca estàndard - 50.95" | 2      | Txèquia              | Lada Vondrová             |
| Marca estàndard - 50.95" | 2      | Txèquia              | Lurdes Gloria Manuel      |
| Marca estàndard - 50.95" | 1      | Àustria              | Susanne Gogl-Walli        |
| Marca estàndard - 50.95" | 1      | Bahrain              | Salwa Eid Naser           |
| Marca estàndard - 50.95" | 1      | Barbados             | Sada Williams             |
| Marca estàndard - 50.95" | 1      | Bèlgica              | Cynthia Bolingo           |
| Marca estàndard - 50.95" | 1      | Colòmbia             | Lina Licona               |
| Marca estàndard - 50.95" | 1      | Cuba                 | Roxana Gómez              |
| Marca estàndard - 50.95" | 1      | Índia                | Kiran Pahal               |
| Marca estàndard - 50.95" | 1      | Letònia              | Gunta Vaicule             |
| Marca estàndard - 50.95" | 1      | Mèxic                | Paola Morán               |
| Marca estàndard - 50.95" | 1      | Nigèria              | Ella Onojuvwevwo          |
| Marca estàndard - 50.95" | 1      | Noruega              | Henriette Jaeger          |
| Marca estàndard - 50.95" | 1      | Països Baixos        | Lieke Klaver              |
| Marca estàndard - 50.95" | 1      | Polònia              | Natalia Kaczmarek         |
| Marca estàndard - 50.95" | 1      | República Dominicana | Marileidy Paulino         |
| Marca estàndard - 50.95" | 1      | Romania              | Andrea Miklós             |
| Marca estàndard - 50.95" | 1      | Sud-àfrica           | Miranda Coetzee           |
| Rànquing atlètic         | 1      | Austràlia            | Ellie Beer                |
| Rànquing atlètic         | 1      | Bahames              | Shaunae Miller-Uibo       |
| Rànquing atlètic         | 1      | Bèlgica              | Helena Ponette            |
| Rànquing atlètic         | 1      | Colòmbia             | Evelis Aguilar            |
| Rànquing atlètic         | 1      | Equador              | Nicole Caicedo            |
| Rànquing atlètic         | 1      | Guyana               | Aliyah Abrams             |
| Rànquing atlètic         | 1      | Nigèria              | Esther Joseph             |
| Rànquing atlètic         | 1      | Portugal             | Cátia Azevedo             |
| Rànquing atlètic         | 1      | Puerto Rico          | Gabby Scott               |
| Rànquing atlètic         | 1      | Txèquia              | Tereza Petrzilková        |
| Rànquing atlètic         | 1      | Xile                 | Martina Weil              |
| Places reallotjades      | 2      | Polònia              | Justyna Swiety-Ersetic    |
| Places reallotjades      | 2      | Polònia              | Marika Popowicz-Drapala   |
| Places reallotjades      | 1      | Brasil               | Tiffani Marinho           |
| Places reallotjades      | 1      | Irlanda              | Sophie Becker             |
| Places reallotjades      | 1      | Itàlia               | Alice Mangione            |
| Places reallotjades      | 1      | Lituània             | Modesta Justé Morauskaité |

## Rècords
Abans de la prova, els rècords eren els següents:
| Rècord             | Atleta                  | Temps | Lloc      | Data                 |
| ------------------ | ----------------------- | ----- | --------- | -------------------- |
| Rècord del Món     | Marita Koch             | 47.60 | Canberra  | 6 d'octubre de 1985  |
| Rècord Olímpic     | Marie-José Pérec        | 48.25 | Atlanta   | 29 de juliol de 1996 |
| Rècord Àfrica      | Falilat Ogunkoya-Osheku | 49.10 | Atlanta   | 29 de juliol de 1996 |
| Rècord Àsia        | Salwa Eid Naser         | 48.14 | Doha      | 3 d'octubre de 2019  |
| Rècord Europa      | Marita Koch             | 47.60 | Canberra  | 6 d'octubre de 1985  |
| Rècord NACAC       | Shaunae Miller-Uibo     | 48.36 | Tòquio    | 6 d'agost de 2021    |
| Rècord Oceania     | Cathy Freeman           | 48.63 | Atlanta   | 29 de juliol de 1996 |
| Rècord Sud-amèrica | Ximena Restrepo         | 49.64 | Barcelona | 5 d'agost de 1992    |

## Competició

### 1a ronda
La 1a ronda es va disputar el 5 d'agost de 2024 a partir de les 11:55h. Hi van participar totes les atletes classificades. Es classificaven per a semifinals, les 3 primeres de cada sèrie, mentre que la resta passaven a la ronda de repesca.

#### Sèrie 1
| Posició | Atleta                    | País         | Temps      |
| ------- | ------------------------- | ------------ | ---------- |
| 1       | Salwa Eid Naser           | Bahrain      | 49.91 Q    |
| 2       | Stacey-Ann Williams       | Jamaica      | 50.16 Q    |
| 3       | Andrea Miklós             | Romania      | 50.54 Q PB |
| 4       | Gabby Scott               | Puerto Rico  | 50.74 NR   |
| 5       | Kendall Ellis             | Estats Units | 51.16      |
| 6       | Sophie Becker             | Irlanda      | 51.84      |
| 7       | Tereza Petrzilková        | Txèquia      | 51.92      |
| 8       | Modesta Justé Morauskaité | Lituània     | 52.00      |

#### Sèrie 2
| Posició | Atleta                 | País       | Temps    |
| ------- | ---------------------- | ---------- | -------- |
| 1       | Nickisha Pryce         | Jamaica    | 50.02 Q  |
| 2       | Laviai Nielsen         | Regne Unit | 50.36 Q  |
| 3       | Henriette Jaeger       | Noruega    | 50.39 Q  |
| 4       | Justyna Swiety-Ersetic | Polònia    | 50.95    |
| 5       | Ellie Beer             | Austràlia  | 51.47 PB |
| 6       | Lina Licona            | Colòmbia   | 51.85    |
| 7       | Zoe Sherar             | Canadà     | 51.97    |

#### Sèrie 3
| Posició | Atleta           | País          | Temps   |
| ------- | ---------------- | ------------- | ------- |
| 1       | Amber Anning     | Regne Unit    | 49.68 Q |
| 2       | Lieke Klaver     | Països Baixos | 49.96 Q |
| 3       | Paola Morán      | Mèxic         | 51.04 Q |
| 4       | Martina Weil     | Xile          | 51.15   |
| 5       | Alice Mangione   | Itàlia        | 51.60   |
| 6       | Ella Onojuvwevwo | Nigèria       | 51.65   |
| 7       | Tiffani Marinho  | Brasil        | 52.62   |
| 8       | Cátia Azevedo    | Portugal      | 52.73   |

#### Sèrie 4
| Posició | Atleta              | País       | Temps   |
| ------- | ------------------- | ---------- | ------- |
| 1       | Natalia Kaczmarek   | Polònia    | 49.98 Q |
| 2       | Roxana Gómez        | Cuba       | 50.38 Q |
| 3       | Sada Williams       | Barbados   | 50.45 Q |
| 4       | Victoria Ohuruogu   | Regne Unit | 50.93   |
| 5       | Gunta Vaicule       | Letònia    | 51.13   |
| 6       | Helena Ponette      | Bèlgica    | 51.75   |
| 7       | Shaunae Miller-Uibo | Bahames    | 2:22.29 |
| 8       | Esther Joseph       | Nigèria    | DQ      |

#### Sèrie 5
| Posició | Atleta               | País                 | Temps      |
| ------- | -------------------- | -------------------- | ---------- |
| 1       | Marileidy Paulino    | República Dominicana | 49.42 Q    |
| 2       | Aaliyah Butler       | Estats Units         | 50.52 Q    |
| 3       | Susanne Gogl-Walli   | Àustria              | 50.67 Q PB |
| 4       | Sharlene Mawdsley    | Irlanda              | 50.71 PB   |
| 5       | Aliyah Abrams        | Guyana               | 51.55      |
| 6       | Lurdes Gloria Manuel | Txèquia              | 52.20      |
| 7       | Kiran Pahal          | Índia                | 52.51      |
| 8       | Cynthia Bolingo      | Bèlgica              | 52.77      |

#### Sèrie 6
| Posició | Atleta            | País         | Temps   |
| ------- | ----------------- | ------------ | ------- |
| 1       | Rhasidat Adeleke  | Irlanda      | 50.09 Q |
| 2       | Alexis Holmes     | Estats Units | 50.35 Q |
| 3       | Junelle Bromfield | Jamaica      | 51.36 Q |
| 4       | Miranda Coetzee   | Sud-àfrica   | 51.58   |
| 5       | Lada Vondrová     | Txèquia      | 51.80   |
| 6       | Lauren Gale       | Canadà       | 53.13   |
| 7       | Evelis Aguilar    | Colòmbia     | 53.36   |
| 8       | Nicole Caicedo    | Equador      | DQ      |

### Ronda de repesca
La ronda de repesca es va disputar el 6 d'agost de 2024 a partir de les 11:20h. Hi van participar totes les atletes que van acabar la 1a ronda i no van aconseguir quedar entre les 3 primers. Es van classificar per les semifinals la primera de cada sèrie i els 2 millors temps del còmput global.

#### Sèrie 1
| Posició | Atleta                 | País    | Temps   |
| ------- | ---------------------- | ------- | ------- |
| 1       | Ella Onojuvwevwo       | Nigèria | 50.59 Q |
| 2       | Justyna Swiety-Ersetic | Polònia | 50.89   |
| 3       | Sharlene Mawdsley      | Irlanda | 51.18   |
| 4       | Tereza Petrzilková     | Txèquia | 51.46   |
| 5       | Aliyah Abrams          | Guyana  | 51.84   |
| 6       | Kiran Pahal            | Índia   | 52.59   |

#### Sèrie 2
| Posició | Atleta                    | País        | Temps      |
| ------- | ------------------------- | ----------- | ---------- |
| 1       | Gabby Scott               | Puerto Rico | 50.52 Q NR |
| 2       | Miranda Coetzee           | Sud-àfrica  | 50.66 q PB |
| 3       | Lurdes Gloria Manuel      | Txèquia     | 50.81 q    |
| 4       | Modesta Justé Morauskaité | Lituània    | 51.33      |
| 5       | Helena Ponette            | Bèlgica     | 51.46 PB   |
| 6       | Martina Weil              | Xile        | 51.79      |
| 7       | Shaunae Miller-Uibo       | Bahames     | 53.50      |

#### Sèrie 3
| Posició | Atleta            | País       | Temps    |
| ------- | ----------------- | ---------- | -------- |
| 1       | Victoria Ohuruogu | Regne Unit | 50.59 Q  |
| 2       | Gunta Vaicule     | Letònia    | 50.93    |
| 3       | Alice Mangione    | Itàlia     | 51.03 PB |
| 4       | Ellie Beer        | Austràlia  | 51.65    |
| 5       | Cátia Azevedo     | Portugal   | 52.04    |
| 6       | Lauren Gale       | Canadà     | 52.68    |
| 7       | Evelis Aguilar    | Colòmbia   | 52.86    |

#### Sèrie 4
| Posició | Atleta          | País         | Temps   |
| ------- | --------------- | ------------ | ------- |
| 1       | Kendall Ellis   | Estats Units | 50.44 Q |
| 2       | Sophie Becker   | Irlanda      | 51.28   |
| 3       | Zoe Sherar      | Canadà       | 51.43   |
| 4       | Lina Licona     | Colòmbia     | 51.90   |
| 5       | Lada Vondrová   | Txèquia      | 52.15   |
| 6       | Tiffani Marinho | Brasil       | 52.32   |
| 7       | Cynthia Bolingo | Bèlgica      | DNS     |

### Semifinals
Les semifinals es van disputar el 7 d'agost de 2024 a partir de les 20:45h. Es van classificar per la final, les 2 millors de cada sèrie i els 2 millors temps del còmput global.

#### Semifinal 1
| Posició | Atleta            | País          | Temps   |
| ------- | ----------------- | ------------- | ------- |
| 1       | Salwa Eid Naser   | Bahrain       | 49.08 Q |
| 2       | Rhasidat Adeleke  | Irlanda       | 49.95 Q |
| 3       | Henriette Jaeger  | Noruega       | 50.17 q |
| 4       | Lieke Klaver      | Països Baixos | 50.44   |
| 5       | Victoria Ohuruogu | Regne Unit    | 51.14   |
| 6       | Aaliyah Butler    | Estats Units  | 51.18   |
| 7       | Gabby Scott       | Puerto Rico   | 51.22   |
| 8       | Junelle Bromfield | Jamaica       | 51.93   |

#### Semifinal 2
| Posició | Atleta               | País                 | Temps   |
| ------- | -------------------- | -------------------- | ------- |
| 1       | Marileidy Paulino    | República Dominicana | 49.21 Q |
| 2       | Alexis Holmes        | Estats Units         | 50.00 Q |
| 3       | Laviai Nielsen       | Regne Unit           | 50.69   |
| 4       | Nickisha Pryce       | Jamaica              | 50.77   |
| 5       | Andrea Miklós        | Romania              | 50.78   |
| 6       | Ella Onojuvwevwo     | Nigèria              | 51.05   |
| 7       | Susanne Gogl-Walli   | Àustria              | 51.17   |
| 8       | Lurdes Gloria Manuel | Txèquia              | 51.42   |

#### Semifinal 3
| Posició | Atleta              | País         | Temps      |
| ------- | ------------------- | ------------ | ---------- |
| 1       | Natalia Kaczmarek   | Polònia      | 49.45 Q    |
| 2       | Amber Anning        | Regne Unit   | 49.47 Q PB |
| 3       | Sada Williams       | Barbados     | 49.89 q    |
| 4       | Kendall Ellis       | Estats Units | 50.40      |
| 5       | Roxana Gómez        | Cuba         | 50.48      |
| 6       | Paola Morán         | Mèxic        | 50.73      |
| 7       | Stacey-Ann Williams | Jamaica      | 50.79      |
| 8       | Miranda Coetzee     | Sud-àfrica   | 51.60      |

### Final
La final es va disputar el 9 d'agost de 2024 a les 20:00h.
| Posició | Atleta            | País                 | Temps    |
| ------- | ----------------- | -------------------- | -------- |
| 1       | Marileidy Paulino | República Dominicana | 48.17 OR |
| 2       | Salwa Eid Naser   | Bahrain              | 48.53    |
| 3       | Natalia Kaczmarek | Polònia              | 48.98    |
| 4       | Rhasidat Adeleke  | Irlanda              | 49.28    |
| 5       | Amber Anning      | Regne Unit           | 49.29 NR |
| 6       | Alexis Holmes     | Estats Units         | 49.77 PB |
| 7       | Sada Williams     | Barbados             | 49.83    |
| 8       | Henriette Jaeger  | Noruega              | 49.96    |

## Medaller històric
| Posició | País                 | Or | Argent | Bronze | Total |
| ------- | -------------------- | -- | ------ | ------ | ----- |
| 1       | Bahames              | 3  | 0      | 0      | 3     |
| 1       | França               | 3  | 0      | 0      | 3     |
| 3       | Estats Units         | 2  | 2      | 4      | 8     |
| 4       | Alemanya de l'Est    | 2  | 2      | 2      | 6     |
| 5       | Austràlia            | 2  | 1      | 1      | 4     |
| 6       | Regne Unit           | 1  | 3      | 2      | 6     |
| 7       | República Dominicana | 1  | 1      | 0      | 2     |
| 8       | URSS                 | 1  | 0      | 2      | 3     |
| 9       | Polònia              | 1  | 0      | 1      | 2     |
| 10      | Jamaica              | 0  | 2      | 1      | 3     |
| 11      | Txecoslovàquia       | 0  | 1      | 0      | 1     |
| 11      | Equip Unificat       | 0  | 1      | 0      | 1     |
| 11      | Alemanya Occidental  | 0  | 1      | 0      | 1     |
| 11      | Mèxic                | 0  | 1      | 0      | 1     |
| 11      | Bahrain              | 0  | 1      | 0      | 1     |
| 16      | Nigèria              | 0  | 0      | 1      | 1     |
| 16      | Colòmbia             | 0  | 0      | 1      | 1     |
| 16      | Rússia               | 0  | 0      | 1      | 1     |